# Ed Wood (film)
Az Ed Wood (Ed Wood) Tim Burton 1994-ben bemutatott vígjátéka, Johnny Depp főszereplésével, mely Edward Davis Wood Jr. amerikai rendező életéről szól. A forgatókönyvet Rudolph Grey Nightmare of Ecstasy című könyvéből Scott Alexander és Larry Karaszewski írta.
Habár a film az amerikai jegypénztáraknál csak töredékét hozta vissza a költségvetésnek (5 millió dollár bevétel a 18 milliós költségekhez képest), a kritikusok nagyon jól fogadták, számos díjat nyert, így 2 Oscart, amelyből az egyiket Landau kapta. Azóta a nézők körében is klasszikussá vált.

## Történet
Edward D. Wood Jr. (Johnny Depp) a hollywoodi filmtörténelem legemlékezetesebb negatív hőse. Következetesen végigvitte a "minden idők legrosszabb filmrendezője" szerepet, sőt forgatókönyveket is írt, színész és producer is volt egy személyben. A rendező élete által ihletett film bemutatja a rendező szabados, élvhajhász életét, a "B" kategóriás sci-fi történetek kiötlését és olcsó megvalósítását. Transzvesztita hajlamát és szánalmas barátságát az öregedő, hanyatló Lugosi Bélával (Martin Landau), a Drakula-filmek egykori magyar származású sztárjával.
A film nyitánya, amint Wood egyik kollégája, a szélhámos Criswell (Jeffrey Jones) a Lugosi-féle Drakula öltözetben előbújik egy koporsóból. Wood Criswellt egyik filmjében is alkalmazta, amelyben egy nyitóbeszédet tartott a nézőknek, hihetővé kívánván tenni Wood pocsék alkotását. Most Criswell Wood hihetetlen életéről szóló film megtekintésére invitálja a nézőt.
Ed egy kis színház bejáratánál várja a kritikusokat és az újságírókat, addig nem is akarja elkezdeni legújabb darabja bemutatóját. Az eső zuhog, de szinte senki sem jön. Barátja Bunny Breckinridge (Bill Murray) sürgeti, hogy kezdjék el a bemutatót. Ed drámainak szánt darabja a békéről szól: egy angyal száll le az égből, akit Ed barátnője Dolores Fuller (Sarah Jessica Parker) alakít és egy galambot hoz két katonának, akiket szintén Ed barátai, Paul Marco (Max Casella) és Conrad Brooks (Brent Hinkley) alakít. A kislétszámú közönség mellett sem arat nagy ovációt a darab, de az előadás után Ed egy bárban dicséri Dolorest és a két barátját az alakításért. Az örömük hamar tovaröppen, amikor megkapják a legfrissebb újságot, ahol egyetlen kritika olvasható Ed darabjáról. A roppant lesújtó vélemény többek között Conrad és Paul magamutogató alakítását hangsúlyozza. Persze Ed próbálja pozitívan felfogni az egészet, mivel a kritika az egyenruhákat valódinak ítélte.
Mikor Dolores és Ed nyugovóra térnek Wood tovább búslakodik. Bár nyilvánvaló, hogy tehetségtelen, de barátnője vigasztalja, hogy egyetlen kritika még nem lehet a vég. Bár Ed azonnali sikerre vágyik, mint Orson Welles, aki 23 évesen rendezte az aranypolgárt. Ed bánata kihat Doloresre, aki ráadásul mostanában nem találja néhány női ruháját.
Napközben Ed egy filmstúdiónál dolgozik, de csak jelentéktelen fizikai munkát végez. Munkaadója „sztárpalántának” gúnyolja és egy facsemetét vitet el vele a főnökséghez. Útközben Ed megcsodálja a munkára készülő filmeseket, színészeket, jelmezeket, sőt találkozik igazi tevékkel. Egyik barátja behívja a műhelyébe, ahol filmfelvételeket archivál és bemutatja Ednek a legújabb filmanyagát, rajta katonák, csatajelenet, vágtázó bölények és egy polip. Ed ábrándozik a felvételek láttán, hogy milyen nagyszerű filmet vághatna belőlük össze: titokzatos robbanásoktól a bölények megvadulnak, s a hadsereg nyomoz a rejtély után, a polip pedig egy víz alatt vívott csatában venne részt. Közben megérkezik a csemetével a főnökségi irodába, ahol megpillant két cseverésző titkárnőt. Egy újságcikken csámcsognak, amelyben az áll, hogy egy transzvesztitáról akarnak filmet készíteni. Csak kevesen tudják, hogy Ednek is van hajlama a transzneműségre, ezért orozza el barátnője ruháit is. A cikket olvasva hirtelen valamiféle ihlet ragadja meg a képzeletét…
Dolores, aki Ed titkárnője is egyben próbál barátjának valamiféle megbízatást szerezni. Felkeresik telefonon George Weiss filmproducert (Mike Starr), aki az említett férfi esetének megfilmesítésével foglalkozik és Wood találkozót beszél meg vele, hangsúlyozva, hogy ő a legalkalmasabb személy a rendezői feladatra. Weiss anyagi célzatú, középszerű filmek forgalmazásával foglalkozik, a transzvesztitáról szóló filmet is az igénytelen közönségnek szánják. Sajnos egy vita folytán akadozik a film kivitelezése, amelyhez poszter van, de nincs forgatókönyv, se költségvetés. Wood hízelgő magatartással olcsó és megbízható munkaerőnek mutatkozik, aki a forgatókönyv megírását is vállalja. Weiss hitetlenkedik, mire Wood bevallja, hogy transzvesztita, még a második világháborús katonáskodása alatt is viselt női fehérneműket, s úgy érzi bele tudná élni magát a szituációba. De Weiss nem fogadja el a felajánlását, neki a pénz számít és négy nap alatt kell megcsinálni a filmet.
Ed szomorúan ücsörög egy bárban, ahonnét kifele jövet egy temetkezési vállalat boltja megy el az útja, ahol egy koporsóban fekve nagy kedvencét, Lugosi Bélát pillantja meg. Lugosi egy Drakula turnéhoz keres magának megfelelő méretű koporsót, de nem talál. Távozáskor Ed bókolva köszönti és szóba elegyedik vele. A bosszús színésznek fel is ajánlja, hogy hazaviszi rozzant Cadillac-jén. Lugosi már nem az a régi nagy sztár, régóta nem filmezett. Elbeszélget Eddel a régi idők klasszikus horrorjáról, még pár jó tanácsot is ad neki a horrorfilmkészítésének mikéntjéről és hogyan vágódhat be a műfajjal a nőknél. Ed megkéri, hogy találkozzanak majd egy másik alkalommal…
Odahaza Ed elmeséli Doloresnek kivel futott össze, ám nem gyakorol rá nagy hatást. Dolores, mint sokan mások azt hiszik, hogy Lugosi már rég meghalt. Mindenszentek (Halloween) estéjén Lugosi és Ed a sztár régi filmjeit nézik, ahol felbukkan egy színésznő Vampira. Közben jelmezes gyerekek jönnek a szokásos édességet kérni. Lugosi imádja őket elijeszteni régi vámpírjelmezébe beöltözve. A gyerekek sikoltva szaladnak el, egy kivételével, egy cowboy-jelmezes srác ugyanis nem ijed meg a vén színésztől. Egyenest a szemébe mondja, hogy csak álruhát hord. Ám ekkor előlép Ed, aki a kivehető protézisével rémíti halálra a kérkedő gyerkőcöt (a műfogat egy háborús sérülés következtében kapta).
Ed ismét felkeresi Weisst, akinél igyekszik beajánlani Lugosit, akinek mindössze ezer dollárnyi fizetséget kell biztosítani. Weiss nehezen, de beleegyezik és szoros határidőt szab Ednek, aki nagy buzgalommal, de még annál is több becsvággyal fog bele a forgatókönyv megírásába. Breckinridge-t megkéri, hogy szerezzen be neki néhány transzvesztitát és transzszexuálist. Bunny Edhez hasonlóan más nemi identitás felé hajlik és célja, hogy nővé operáltassa magát. Ed realista filmet akar csinálni, ezért úgy véli nincs szükség hivatásos színészekre. Megérkezik hozzá Lugosi is, aki azt hiszi először, hogy egy Dr. Jekyll és Mr. Hyde típusú filmet fognak készíteni, de ehelyett az Isten szerepét szánja neki Ed, aki irányítja az emberek sorsát. Eközben minden apró mozzanatot megragad a beszélgetésükből, hogy a sebtében megírandó forgatókönyvhöz felhasználhassa, amelynek címe Glenn vagy Glenda. Amint elkészült vacsora után meg is mutatja az anyagot Doloresnak, aki félrevonul a szobába, hogy elolvashassa. A forgatókönyv átolvasása után azonban Dolores gyanakodni kezd, mert sok párhuzamot lát közte és az egyik női szereplő között. Mikor kilép az ajtón Edet szoknyában, női parókában és egy angórapulóverben találja maga előtt. Most már semmi kétség, hogy miért tűnnek el sorra a ruhái és miért. Ed elmeséli, hogy anyja tehet a nemi identitászavaráról, mivel lányt akart és gyerekkorában lányruhákba öltöztette. Dolores mélységesen csalódott, de Ed kérésére kötélnek áll, mert a női szerepet neki szánta.
Bunny szerződtet néhány transzneműt, akiket nagy lehetőségekkel traktál, de Weiss őrjöng, mivel a filmnek eredetileg a A nemet váltottam (I Changed my sex) címet szánták, de Ed ezt megváltoztatta, ezenkívül a történet sem nyűgözi le a producert, aki csak hetvenperces játékidőt engedélyez, amelyet négy nap alatt kell összehozni. Ed viszont túl komolyan veszi ezt a képtelenséget, úgy érzi, hogy egy megrendítő drámát fog alkotni, s munkatársait is szónoklatszerű beszéddel próbálja ösztönözni, mert szerinte ami készül korszakalkotó lesz. Az egyik jelenetet egy női ruhabolt kirakatánál veszik fel, ahol ő már be van öltözve. Csak egyetlen jelenetet vesznek fel, amit Ed annyira tökéletesnek talál, hogy nem is készít alternatív felvételeket. Gyorsan odébb kell állniuk, mert felbukkan egy rendőrautó, nekik pedig nincs engedélyük.
A film egyértelműen semmirevalónak ígérkezik, Weiss fel se tudja fogni, hogy a kivitelezés hogy lehet ennyire silány. A belső jeleneteket is egy roskatag stúdióban veszik el, ahová megérkezik Lugosi is. Ed igyekszik neki a legmélyebb hódolattal tisztelegni, s titokban a helyszínen átadja neki a tiszteletdíját. Wood tényleg azt hiszi ő és stábja profi. Eközben az egyik sminkes felfedezi Lugosi kezén a tűszúrások nyomait, amely rögvest megvilágítja azt a tényt, amit Ed pletykának gondolt sokáig: a néhai filmcsillag drogfüggő. Conrad kér tőle egy autogramot is, s közben elmondja, hogy kedvenc filmje A láthatatlan sugár, ahol elragadtatással volt Lugosi iránt, aki Boris Karloff barátja volt a filmben. Ez persze kihozza a sodrából Lugosit, mivel ő a valóságban gyűlöli Karloffot. Wood azzal próbálja lecsendesíteni, hogy némi talpnyalással az ő színészi képességeit, egyebek mellett a Drakulában nyújtott alakítását magasztalja. Ezután Lugosi előad egy monológot, amelyhez drámai hangerőt kölcsönöz, ennek ellenére a szövege nem értelmezhető. Ed mégis zseniálisnak tartja, s magát Orson Wellesnek hiszi, az ingerült Weiss ellenben megjegyzi, hogy Welles nem angórapulóverben szerepelt a filmjeiben. Dolores is dühös, mert szégyenletesnek tartja Ed öltözetét. Ed viszont kikönyörögi, hogy segítsen neki a film befejezésében.
A kópiát ezután Ed Hollywoodba viszi Feldmannak (Stanley DeSantis), aki egy nagyformátumú producer. Wood különleges alkotásként ajánlja be filmjét és további ötletekkel áll elő, hangzatosnak tűnő címeket sorolva fel, amelyek horrorfilmek lennének Lugosi Bélával, de Feldmant ő már nem érdekli. Ed Dolorest is igyekszik beajánlani. Feldman arra kéri hagyja nála a tekercseket, hogy megnézzék és ha megtetszik, akkor közös munkáról is szó lehet. Ám, amikor Feldman megnézi a más filmekből is bevágott, ám teljesen funkciótlan filmkockákkal tarkított kreálmányt és megpillantja benne Edet női ruhában, azt hiszi, hogy az egyik kollégája hülye tréfájáról lehet szó, ezért betegre röhögi magát.
A legfrissebb újságokban Ed aztán hiába keresi a hirdetések között filmje poszterét, Weiss csak Alabama, Indiana és Missouri területén adja le a filmet, de Kaliforniában és pláne Hollywoodban nem fogja, mert Wood filmje a kutyát sem érdekli, amitől Weiss szégyenkezik is és telefonon közli Eddel, hogy nem akar többet vele dolgozni.
Ed, Dolores és Bunny egy pankrációt néznek éppen, mikor Bunny elújságolja, hogy Ed filmjének hatására eldöntötte, hogy végleg nővé operáltatja magát Mexikóban, s ha ez sikerült feleségül megy egy Jean-Claude nevű férfihoz. Edet viszont az egyik nagy darab kopasz pankrátor, a svéd Tor Johnson (George Steele) nyűgözi le, aki megint megihleti őt. A meccs után rögvest fel is keresi Tort, aki épp a masszőrje keze alatt fekszik. Ed szerepet kínál neki legújabb filmjében, Az atom arájában. Tor nem túlzottan intelligens, ámde szimpatikus és higgadt fickó, ezért eleget tesz a felkérésnek. Ed azonban egyelőre támogatókra vár a Warner Bros.-tól.
Egyik este telefonhívást kap Lugositól, aki halk, gyenge hangon segítséget kér barátjától. Ed aggódik miatta, ezért elmegy hozzá. Az idős színészt a padlóján fekve találja, mellett egy injekciós tű van. Lugosi bevallja, hogy morfium-metadol keverékkel lövi magát, de már teljesen tönkrement és már kilátástalannak érzi a helyzetét. Ed megsajnálja és ígéretet tesz, hogy segít rajta. Megint Feldmannél próbálkozik, de ő hallani sem akar a vele való együttműködésről. Ed teljesen tanácstalan, hisz már most minden idők legrosszabb filmrendezőjének tartják. Dolores szerint amivel ő akar foglalkozni, az csak őt érdekli, a stúdiókat nem, ezért neki kell előteremtenie a szükséges anyagiakat.
Ed szorgosan telefonálgat, keresi a szponzorokat. Lugosit egy tévés műsorban is fellépteti egy komikussal. Lugosi régi megszokott vámpírszerepében áll a kamerák elé, de Lugosi képtelen élő adásban szerepelni, ugyanis nem tud improvizálni, ezért az előadás kudarcba fullad. Lugosi a szégyentől égve távozik a stúdióban, közben mindenki őt szidja. A folyosón összefutnak Criswellel, aki szintén ott lépett fel. Criswell tiszteletét adja Lugosinak és megjósolja neki, hogy a következő filmje kirobbanó siker lesz. Kijelentésével azonban leginkább Edet nyűgözi le. Meg is hívja őket egy kis italra, ahol elmondja Ednek, hogy amiket jósol valójában csak blöff. A titok a jó megjelenésben, a hatásos szövegben és a külsőben van. A laikusok hiszékenységére kell alapozni csupán.
Criswell próbál is segíteni neki a támogatók szerzésében. Egy Brown Derby nevű szórakozóhelyen előkelő személyiségeket próbálnak megnyerni maguknak, jelen van Dolores és Tor is, utóbbi modortalan magatartásával botránkoztat meg egy hölgyet. Ed hetvenezer dollárt próbál összekalapozni, de egy fillért sem sikerül begyűjtenie. Komor hangulatban üldögél a bárnál, ahol összefut Loretta Kinggel (Juliet Landau). Producerként mutatkozik be neki, a forgatókönyvét mutatja és támogatást kér tőle. A hölgy szerepet kér, méghozzá a női főszerepet, holott azt már Ed Doloresnek szánta. De pénzre van szüksége, ezért beleegyezik, amit persze Dolores nem tud megemészteni. Dühében tányérokat és poharakat hajít Ed felé, egy acélserpenyővel meg úgy fejbe dobja, hogy Ed elájul és borogatással kénytelen megjelenni a forgatáson.
A stáb ezúttal sem remekel. Az operatőr Billről (a filmben Harry, Norman Alden) ki is derül, hogy színvak. A forgatáson Tor és Lugosi összebarátkoznak. Lugosi ebben a filmben Dr. Eric Vornoffot, egy őrült tudóst játszik. A forgatás alatt Tor elrontja a jelenetet, mert nekimegy az ajtófélfának, de Ed életszerűnek találja a baklövést és nem forgat másik jelenetet. A további jelenetek felvétele során kiderül, hogy nincs több pénz a film befejezésére. Hatvanezerre van szükség, de Loretta csupán 300 dollárt tudott befizetni, ennyi volt az összvagyona. Lugosi szomorúan állapítja meg, hogy kezdődhet minden elölről: Ed újból kunyerálni kényszerül, de hiába. A Brown Derbyben összefut Vampirával (Lisa Marie), akit Lugosival közösen nézett korábban egy filmen. Az embereket jobban érdekli ez a színésznő, mint a kivénhedt Lugosi, bár ő nem kapott szerepet Ed filmjében. Ed nyomban könyörögni hozzá, hogy segítsen támogatót találni, de Vampira komolyan se veszi őt.
Ednek végül sikerül támogatót találnia McCoy húsfeldolgozó vállalatától. Ám McCoy feltételeket szab, beleszól a forgatókönyv megírásába és a főszerepet fiának Tonynak (Bill Cussack) kéri. Ed rövid habozás után belemegy. A forgatáson Dolores is megjelenik, aki egy titkárnő szerepét kapta meg végül. Csak megvetéssel tud nézni a stábra, még Lorettának is tesz egy aprócska megjegyzést, utalva féltékenységére. Összhang nincs. A forgatás végeztével Ed, Marco, Condrad, Tor és Criswell elosonnak egy kelléktárba. Tor hatalmas erejét felhasználva feltöri az épület zárját és eltulajdonítanak onnan egy gumipolipot, amire égetőszükségük van. Turkálás közben a polip rázuhan Torra és társai azt hiszik meghalt. Ám Tor élve mászik ki a kellék alól és megállapítja, hogy jobb volt ez a kis baleset a pankrációnál is.
A forgatás folytatódik egy pataknál, amit Ed tónak képzel el. Tony nem boldogul a szöveggel, s kiderül a polip nem tud mozogni, mert nincs motorja, úgyhogy az amúgy is kimerült Lugosinak magának kell mozgatnia a műpolip lábait, mivel a forgatókönyv szerint vele is végez a szörny. Lugosi dühöng, szitkozódik a hideg víztől, mégis eljátssza a pocsék jelenetet. Lugosi mégis kitart, mivel hivatásos színészként kötelességének érzi a feladat teljesítését. Wood hálás is neki és ír neki egy új zárószöveget.
A forgatás végeztével Ed estélyt rendez a megfáradt stábnak a húsüzemben, a kampóra függesztett marhák között. Tor beszélgetésbe elegyedik Bunnyval, aki nagyon szomorú. Jean-Claude-dal elutaztak Mexikóba, hogy végre hajtsák a műtétet. Jean-Claude azonban meghalt autóbalesetben, a sebészről pedig kiderült, hogy csaló. Mexikói zenészek mentették meg végül Bunnyt, aki ezért hálás is nekik. Most ők szórakoztatják az estély résztvevőit. Még Ed is fellép hastáncosnőnek beöltözve, vámpírfogakkal. Mindenki jól mulat, kivéve Dolorest. Dolores megelégeli ezt a gyomorforgató komédiát, ingerülten az emberek fejéhez vágja az amúgy egyértelmű valóságot, hogy tehetségtelenek és a filmjeik fabatkát sem érnek. Az üzemből kifelé tartva még közli Eddel, hogy normális életre vágyik, ezért végez vele.
A csüggedt Wood odahaza a tévét nézi, mégpedig Vampira műsorát. Ismét tesz egy kísérletet Vampira megnyerésére, telefonon is felhívja. A hölgy ezúttal udvariasabb vele, de most is visszautasítja. Röviddel ezután Ed telefonhívást kap, méghozzá Lugositól, aki halk, szinte már haldokló hangon könyörög hozzá. Elmegy hozzá újfent, de Lugosi már saját élete kioltására készül. Megvonták tőle a segélyt és félő, hogy a lakását is elveszti. Edet megkéri, hogy tartson vele a halálba, hisz akkor neki sem kell gürcölnie. Pisztolyának csöve már Ed halántékának szegeződik, de a reszkető fiatalember lebeszéli róla és elkíséri egy rehabilitációs központba, ahová Lugosi önként jelentkezik be. Elvonási tünetei miatt pokoli kínokat él át és kórházi ágyához szíjazva rémisztően ordít.
Ed benn tölti az éjszakát a kórházban, ahol megismerkedik egy csinos fiatal hölggyel, Kathy O'Hara-val (Patricia Arquette). Kathy angórapulóvert visel, ezzel nyomban leveszi Edet a lábáról. Megismerkednek. Közben megjön az orvos, aki megvizsgálta Lugosit. A színész átszokott a metadonra, amelynek segítségével a morfiumról próbált leszokni. Lugosit bulvárriporterek hada veszi körül, ami felmérgesíti Edet és elzavarja őket. Lugosi nem örül ennek, hisz már rég nem szerepelt a sajtóban. Most bizakodik, hogy kigyógyítják a függőségéből és visszatér a film világába. Kathy ismét felbukkan és hoz Lugosinak pár fekete kötött zoknit. Eddel randira megy egy vidámparkba. Lugosi korábbi tanácsát követve szellemvasútba ülnek Kathyvel. A lány előtt már nem akar titkolózni, ahogy Doloresnél tette és beismeri ferde hajlamait. Kathy viszont megértő és elfogadja Edet olyannak, amilyen.
A kórházban kiderül, hogy Lugosinak nincs biztosítása, Ednek pedig nincs elég pénze, hogy barátját tovább kezeljék. Azt hazudja Lugosinak, hogy minden rendben van és kiviszi a kórházból. Lugosi közli vele szeretne megint filmezni, ezért Ed összehoz az ő kedvéért egy filmet. Mindenféle jeleneteket vesznek fel Lugosi lakásánál, ahol az idős színész megszagol egy virágot. Közben kijön Ed legutóbbi filmje, amelyet már módosított címmel közölnek: A szörnyeteg arája (eredeti címe Bride of the monster, Magyarországon A szörnyeteg menyasszonya címmel mutatták be). A premierre meghívja Vampirát is, aki a műsoraiban használt vámpíröltözékében jelenik meg. Ott van még Lugosi, Tor, Criswell és Kathy is. Tor is a filmben használt öltözékét vette fel, de a kontaktlencséje miatt nem lát semmit, ezért csak botladozik. A moziban a filmet a nézők lehurrogják, Edet és társait pedig megdobálják, akik elmenekülnek a helyszínről. Kocsijukat darabokra szedték, ezért taxit fognak. A film okozta botrány akkora, hogy a bőszült tömeg nekitámadna a filmkészítőnek. Másnapra viszont Lugosi már jókedvűen emlékszik vissza a történtekre, mivel nagyon tetszett neki, ahogy Kathy vagányan viselkedett a balhé alatt. Lugosi az utcán felidézi utolsó szavait a filmből, ahol néhány ember meg is tapsolja és autogramot kérnek tőle. Lugosi boldog.
Ed a továbbiakban egy sci-fit olvas fel Kathynek, mikor telefonhívást kap egy szomorú hírrel: Lugosi Béla elhunyt. Kérésére abban a szaténköpenyben temetik el, amivel ő a legendás vámpírt játszotta. Ed nagyon megtört. Egy vetítőszobában a barátjával készült utolsó tekercseket nézi.
Wood anyagi gondokkal küszködik, a lakbérre nincs pénze és főbérlője Ed Reynolds (Clive Rosengren) is türelmetlen. Reynoldsról kiderül, hogy a baptista egyház tagja és filmet akarnak forgatni az apostolokról, de túl kevés a pénzük. Wood megint lehetőséget lát ebben és egy kommersz film készítésére tesz javaslatot, amellyel szert tehetnek bevételre saját filmes elképzeléseik megvalósításához. Felajánlja neki egyik forgatókönyvét, amelynek próbacíme Sírrablók a világűrből, egy horrort és sci-fit ötvöző filmterv (ő maga természetfeletti thriller-nek nevezi). Reynolds vonakodik, ám Wood meggyőzi azzal, hogy sztárt szerződtet hozzá Lugosi személyében. Persze Lugosit nem lehet feltámasztani, de megvannak az archív felvételek és Wood úgy tervezi, hogy dublőrt használ. A baptisták viszont ugyanúgy feltételt szabnak: a stáb tagjainak meg kell keresztelkedniük.
Az előkészületekben Kathy is segédkezik, ő csinálja az autófelnikből gyártott repülő csészealjakat. Paul Lugosi-dublőröket keres, de nem talál megfelelő személyt. Ed Wood most élete nagy filmjére készül, állandóan átírja a forgatókönyvet, tökéletesíti és szentül meg van győződve, hogy most végre sikerül sztárrá avanzsálódnia. Kompromisszumot nem akar kötni. Kathy munka közben megpillant egy újságcikket, amelyben az áll, hogy Vampirát kirúgták. Kathy és Ed megsajnálják, ezért szerepet kínálnak neki. Vampira kelletlenül, de elfogadja, viszont néma szerepet óhajt magának. A kávéházba, ahol hármasban beszélgetnek váratlanul betoppan Dr. Tom Mason (Ned Bellamy), aki Kathy csontkovácsa. Ed hirtelen felismeri, hogy megtalálta az ideális dublőrt, mert Dr. Mason eltakart arccal egészen úgy fest, mint Lugosi.
Wood és barátai vasárnap megkeresztelkednek a baptistáknál. De a forgatás megint gondokkal teli. Vampira a jelmezében kénytelen a stúdióba utazni busszal, ahol mindenki őt nézi a különös öltözéke miatt. A baptisták kifogásolják a cselekményt, elsősorban a sírok felnyitását, ami számukra istenkáromlással egyenértékű. Ezért javasolják új címnek a 9-es terv a világűrből-t javasolják. A régi színészek szinte mind jelen vannak, Bunny is kapott egy szerepet (az idegenek vezérét játssza), de folyton buzisan akar öltözni, míg Ed egy ízléses szerepet vár el tőle. Tor rosszul beszéli az angol nyelvet, ami szintén nem tetszik a támogatóknak, akiknek túlon-túl morbid és csapnivaló az egész megvalósítás. A baptisták bár laikusok, de erősen gyanítják, hogy Ed mit sem ért a filmezéshez. Ed összeveszik a szponzoraival, miután azok a kórusvezetőt Gregory Walcottot (Christopher George Simpson) akarják a főszerepre.
Ed feldúltan és idegesen hagyja ott a forgatást. Ed az öltözőben magára ölti női ruházatát, hogy megnyugodjon és abban folytassa a rendezést. A baptisták felháborodnak és követelik, hogy öltözzön át. Ed megint kiborul és elmegy, hogy igyon valamit. Bárban azonban döbbenetes meglepetés fogadja: megpillantja példaképét Orson Wellest (Vincent D’Onofrio). Oda ül hozzá és beszélget vele, de kerüli a szokásos hízelgést, helyette szakmai jellegű kérdéseket intéz az általa bálványozott hollywoodi óriáshoz. Welles Don Quijotéról forgat filmet, de elfogyott a forgatásra szánt pénz, ráadásul a Universal Pictures basáskodik a produkció felett és Charlton Hestont akarja szerződtetni. Wood látja, hogy még a legnagyobb sztároknak is kompromisszumot kell olykor kötniük, de Welles úgy értékeli, hogy a jó filmért érdemes küzdeni. Ugyanis az Aranypolgár-ba nem engedett beleszólást, noha a stúdió szemét rettenetesen csípte. Welles szerint mások álmaiért nem lehet dolgozni, csak a sajátunkért. E szavak újból fellelkesítik a fuser, de álmokkal és ambícióval teli rendezőt, aki határozottan kiáll hebehurgya filmje mellett és véghez viszi. Wood képzelete elrugaszkodik a valóságtól és úgy látja filmtörténeti mérföldkőhöz ért. Premierjén megtapsolják őt és alkotását, melyet ő barátjának, Lugosi Bélának ajánl.
A premier után a zuhogó esőben Ed megkéri Kathy kezét, aki igent mond és Cadillacjükkel elindulnak Las Vegasba.
A film végén a mulatságos hányattatások szereplőinek további sorsáról is rövid informálják a nézőket. Ed Wood sci-fije is becsődőlt, soha nem lett sikeres, bármennyire is küzdött, lévén nem is volt soha tehetsége. Élete végén jóformán már csak szexfilmeket készített. Alkoholistaként halt meg 1978-ban. Bár halála után álma teljesült, de nem úgy ahogy ő akarta. Minden idők legrosszabb filmeseként tett szert világhírnévre és rajongói táborra. Kathy élete végéig hűséges maradt férjéhez. Lugosi Béla viszont igazi, maradandó hírnévre tett szert, filmes emléktárgyai pedig messze értékesebbek Boris Karlofféinál. Bunny Breckinridge New Jerseyben élt tovább. Dolores Fuler viszont sikeres karriert futott be dalszövegíróként, s még tehetségesebb is volt Woodnál. Elvis Presleynek két slágert is szerzett. Tor Johnson is karriert csinált B-kategóriás filmekkel, s egy nagysikerű halloween-maszkot mintáztak róla. 1971-ben végül ő is elhunyt. Vampirából ékszerész lett. Wood két színésze is sajátos pályát futott be: Paul Marco külön rajongói tábort szerzett, amelyek egy klubba tömörültek és ő maga a klub elnöke lett. Conrad Brooksot a rossz filmek élvonalas színészének választotta meg a The New York Times. Dr. Tom Mason még egy szerepet vállalt Ed Woodnál, ahol már saját arcával szerepelt. Criswell tévés álprófétai pályafutása 1982-ben bekövetkezett haláláig folytatódott.

## Szereplők
| Szereplő               | Színész              | Magyar hang     |
| ---------------------- | -------------------- | --------------- |
| Edward Davis Wood Jr.  | Johnny Depp          | Zalán János     |
| Lugosi Béla            | Martin Landau        | Kristóf Tibor   |
| Kathy O'Hara           | Patricia Arquette    | Kocsis Judit    |
| Dolores Fuller         | Sarah Jessica Parker | Für Anikó       |
| Maila Nurmi a vámpírnő | Lisa Marie           | Bencze Ilona    |
| Criswell               | Jeffrey Jones        | Kárpáti Tibor   |
| Paul Marco             | Max Casella          | Markovics Tamás |
| Bunny Breckinridge     | Bill Murray          | Csuja Imre      |
| Tor Johnson            | George Steele        | Hankó Attila    |
| Loretta King Hadler    | Juliet Landau        | Biró Anikó      |
| Dr. Tom Mason          | Ned Bellamy          | Orosz István    |
| George Weiss           | Mike Starr           | Melis Gábor     |

## Díjak és jelölések
- Oscar-díj (1995)
  - díj: legjobb férfi mellékszereplő (Martin Landau)
  - díj: legjobb smink (Rick Baker, Ve Neill, Yolanda Toussieng)
- Golden Globe-díj (1995)
  - díj: legjobb férfi mellékszereplő (Martin Landau)
  - jelölés: legjobb filmmusicalnek vagy vígjáték
  - jelölés: legjobb férfi főszereplő (zenés film vagy vígjáték) (Johnny Depp)

## Lugosi és Wood „barátsága”
Habár a film zömében hitelesen és pontosan mutatja be Wood hollywoodi bukdácsolásait, mindenesetre a filmben bemutatott barátsága Lugosi Bélával igencsak kérdéses, sőt jól láthatóan erősen idealizált. Lugosi Béla fia szerint semmiféle barátság nem volt apja és Wood között. Az idős színészlegenda csak azért vállalta el Wood képtelen és abszurd filmjeiben a szereplést, hogy bármi áron morfiumhoz tudjon jutni, ugyanis már erősen függött a szertől. Lugosi fia úgy vélte: Wood álszent módon férkőzött apja bizalmába, hogy egy hírneves színész protezsálhassa filmjeit. Bár véleménye szerint apja sem értékelte túlságosan a fuser rendezőt, mert nem nyújtott jelentősebb alakítást – egészségi és mentális állapota sem tette lehetővé a munkát. Wood munkáin jól látszik az alaposság, kidolgozottság és a szaktudás hiánya, ám a film inkább rokonszenvesen mutatja be a valóságban teljesen tehetségtelen, balek és hajbókló Wood bukdácsolásait, holott a valóság inkább Lugosi fiának véleményét igazolja.
A film szerint Lugosi egy temetkezési vállalkozó boltjában találkozik az önjelölt rendezővel. Valójában Alex Gordon producer hozta össze őket, aki együtt tanult rövid ideig Wooddal.

## Egyéb eltérések a valóságtól
Burton egy-két, szintén szóbeszédnek tekinthető elemet is beépített a filmjébe. Wood A szörny menyasszonya c. filmjének végén az őrült tudóst játszó Lugosit egy polip öli meg a történet szerint. A jelenet kivitelezéséhez szükséges gumipolipot egy kelléktárból csórják el Woodék, s ez a legenda a mai napig tartja magát. Sokkal valószínűbb azonban, hogy Wood szabályszerűen járt el és nem ellopta, hanem annak rendje és módja szerint bérbe vette a kelléktártól a gumipolipot.
A filmben Woodéknak bujkálniuk kell a hatóságok elől, mert nincs forgatási engedélyük. A valóságban a rendező és stábja általában mindig tudott szerezni engedélyeket a forgatásaihoz.
Wood sose vette fel kétszer ugyanazt a jelenetet, még ha technikai vagy színészi baklövésekkel volt tele. Normális filmrendezők általában forgatnak alternatív jeleneteket is, ha netán valamelyik rész rossz, vagy ha egy hatásosabb jelenetet akarnak. Woodot a filmben hiába unszolják erre kollégái, mindig azzal hárítja a kérést, hogy a jelenet tökéletes. A valóságban Wood a maga szerény költségvetésével a háta mögött takarékoskodni kényszerült az erőforrásokkal, mivel nem állt rendelkezésre elég felhasználható celluloid szalag.
Nincs adat arról, hogy Bunny Breckinridgenek lett volna francia szerelme, akihez feleségül akart menni nővé való átoperálása után. Viszont 1927-től 1930-ig házasságban élt egy Roselle du Val de Dampierre nevezetű francia nővel. Breckinridge már az 1940-es évek óta szerette volna átoperáltatni magát, amikor is lefolytatták az első ilyen beavatkozásokat. Ed Wood Glenn vagy Glenda c. filmje ebben nem játszott szerepet. Először Dániában akart végrehajtatni a sorsdöntő műtétet, ám kiutazását nem engedélyezték. Mexikói autóbalesete viszont valós esemény volt és ez gátolta meg elhatározása keresztülvitelében.
Bár Tor Johnsonnak nem voltak színészi képességei, de a filmben ábrázolt személyével ellentétben nem volt unintelligens. Szelíd, barátságos és jámbor természetét viszont hűen tükrözi a film.
George Weiss a Glen vagy Glenda film után nem szakított azonnal Wood-dal, hanem egészen 1956-ig finanszírozta egyes filmjeit, illetőleg filmes próbálkozásait. A munkakapcsolat a rendező és a producer között Lugosi halálát követően szakadt meg.
Ed Wood sose találkozott Orson Welles-szel, de példaképének tartotta és folyamatosan próbálta utánozni. A filmben kitűnik Wood pancser személye, de nem egészen világos ennek oka. Wood valójában nem volt kifejezetten művelt, olvasott személy vagy tájékozott személy. Keveset tanult és főleg horror- és kalandfilmeket nézett, vagy olcsó, középszerű és silány ponyvaregényeket és képregényeket olvasott. Intellektualitása ebben merült ki csupán, a filmezésre gyermeki képzelgései és úgyszintén gyerekes lelkesedése vezette. Filmes ismeretei főként hallomásból nyert információkból származtak. A Wood életrajzával foglalkozó Rudolf Grey, miként Burton maga is pozitívabban ítéli meg az önjelölt rendezőt, mert szerinte Wood csupáncsak egy meg nem értett fantazma, akinek képzeletében zseniális dolgok születtek meg. Mindenesetre ezt a külvilág nem ismerte el, vagy éppenséggel Wood nem volt képes ötleteit megfelelően bemutatni a való világnak.

## Érdekességek
- Bunny Breckinridge eredeti keresztneve John volt, nyíltan vállalta homoszexualitását, ami miatt összeütközésbe került a törvénnyel. Franciaországban született kaliforniai szülőktől. Angliában egy időben Shakespeare-darabokban lépett fel. A 9-es terv bukása után elítélték kiskorúakkal való fajtalankodás miatt, s az Atascaderói Kórházban volt elmegyógykezelésen. Két évvel, az Ed Woodról szóló film bemutatása után halt meg New Jerseyben.
- Tor Johnson Karl Erik Tore Johansson néven született Stockholmban. Birkózóként a Svéd Szuperangyal becenevet viselte és világbajnoki címet is elnyert. A valóságban is igen barátságos és előzékeny személy volt, akit szerettek a forgatásokon. Ezen tulajdonságai miatt más B-kategóriás rendezők is felfedezték maguknak, akik Woodhoz képest minőségibb filmeket készítettek, de azok hamar a feledés homályába kerültek. Mikor abbahagyta a filmezést televízióban és reklámokban lépett fel.
- Criswell valódi neve Jeron Criswell Konig volt, a Konigot később Kingre cserélte. Bár jóslatai később mind megcáfolódtak (1999-re jósolta a világvégét), de bizonyos esetekben sikerült ráhibáznia. John Fitzgerald Kennedyvel kapcsolatban például azt mondta, hogy 1964-ben nem fogják újraválasztani, mert 1963 novemberében történni fog az elnökkel valami. És valóban az év november 22-én Kennedyt meggyilkolták Dallasban. Criswell a legszorosabb barátságot nem Wooddal, hanem Paul Marcóval kötötte, aki az álpróféta halála után Someone Walked Over My Grave c. dalát is kiadta.
- Vampira a való életben Maila Nurmi néven szerepelt, bár eredeti neve Maila Elizabeth Syrjäniem volt. Állítása szerint Petsamoban született Finnországban, valójában Massachusettsban született egy finn bevándorló gyermekeként. Élete során James Deannel is kapcsolatba bonyolódott.
- A film csak Wood Lugosival folytatott közös munkásságát mutatja be. Wood viszont filmezett egyidőben egy másik levitézlett filmcsillaggal, Tom Keene-nel, az 1930-as és 1940-es évek vadnyugati filmjeinek sztárjával is. Vele elkészítette a Crossroad Avenger-t. Keene még a 9-es tervben is szerepet kapott, az volt pályafutása utolsó filmje. Keene filmes karrierje is dicstelenül fejeződött be, de Wooddal és Lugosival ellentétben nem siklott ki az élete, sőt üzletemberként dolgozott haláláig.